# Skakovci
Skakovci (Hongaars: Szécsényfa, Duits: Karlsdorf) is een plaats in Slovenië en maakt deel uit van de gemeente Cankova in de NUTS-3-regio Pomurska. De plaats telde 203 inwoners op 1 januari 2020.